# اکران (نیویورک)
اکران، نیو یورک (به انگلیسی: Akron, New York) یک شهرک در ایالات متحده آمریکا است که در ایالت نیویورک واقع شده‌است.

## خصوصیات
اکران ۵٫۱ کیلومترمربع مساحت و ۲٬۸۶۸ نفر جمعیت دارد و ۲۲۶ متر بالاتر از سطح دریا واقع شده‌است.